# Llista de vocabulari pallarès
Aquesta llista de vocabulari pallarès recull una mostra significativa de lèxic propi del pallarès, un dialecte constitutiu del català enquadrat dins del bloc occidental de la llengua i parlat al Pallars.
La tria dels mots llistats s'ha fet a partir de les obres de referència citades a la secció Referències.
| Índex A B C D E F G H I J K L M N O P Q R S T U V W X Y Z |

## A
- Abidriar: albirar
- Abuixar: aquissar -llançar el gos contra algú- cf. aüixar: espantar i fer fugir algú amb crits o amb moviment d'amenaça
- Açò: això
- Adés: suara, fa poc
- Antosta: envà
- Aguell,-a: aquell,-a
- Aguest,-a [aguet], aguestos,-es: aquest,-a
- Aïna: qualsevol utensili de cuina per a contenir líquids
- Aixalaus: deixalles de la cuina a la Vall d'Aneu
- Aixalda: espurna de foc
- Aixecar: eixugar, assecar
- Apariar: adobar, reparar, arranjar
- Arguila: argila
- Arrullader: dit del sender de difícil accés
- Arrullar, arrullar-se: deixar anar violentament una cosa, llançar-la cap avall
- Artic: artiga
- Astí/ací: aquí
- Atarterar: amuntegar
- Aubricoc: albercoc
- Aulesa: dolentia
- Auvella: ovella
- Avorar(-se): acostar(-se), atansar(-se), arrambar(-se)

## B
- Bagadeu, baladreu, balagueu: gamarús
- Bandole(jar): es diu dels nens a qui agrada molt córrer, jugar...
- Barbeiar: afaitar algú
- Barruler: aranyoner
- Baser, basera: lloc encimbellat, intransitable entre precipicis
- Baürta: brossa, plantes de bosc baix
- Batistiri: bateig
- Batolla: bastó curt per batre la llet
- Bedre: devesa en un pendent cobert d'arbres
- Bengala: bastó corbat al cap per on l'agafen els ancians per ajudar-se a caminar
- Berena [brena]: passacamí en rossellonès, menjar que hom porta per anar de camí o fora de casa
- Blat de moro: en català nord-occidental milloc, panís
- Bocafoscant (a): a entrada de fosc, a boca de nit
- Boixeguer: camp de boixos
- Borda: masia
- Bordisc
- Bornal: precipici
- Borruscall: volva de neu
- Broma: núvol
- Brom: adj. ennuvolat
- Buricec: v. Muricec
- Buscalla: soca
- Buscallada: cop de buscall

## C
- Cabrer, cabret?: gamarús
- Cabusseta: tombarella
- Cambuleta: capgirell, capitomba
- Canaula: canyaula, collar de fusta per a estacar el bestiar, especialment vaques i bous
- Cancarulla: vora, límit o marge en el qual se situa algú o quelcom i que perilla o està a punt de caure
- Cardarnella: carxofa salvatge. També a Andorra
- Centre: càntir, cànter
- Carrereta: cama-sec
- Carriscle: espinada, columna vertebral
- Cascarres: boletes d'excrement, de brutícia, enganxades a la pell o als pèls d'alguns animals
- Catxapó: llorigat, conill xic
- Cauba: balma
- Cavall de serp: espiadimonis
- Clavar: tancar amb clau la porta
- Claviller: turmell, clavillar
- Clop: pollancre
- Cóm: recipient rústic on es posa el menjar o abeurall dels animals domèstics, especialment del porc
- Corniol: campaneta, flor primaveral
- Cospí (i cospinera): fruit esfèric d'algunes plantes i que s'enganxa a la roba
- Cullereta: capgròs, capbou, capdebou

## D
- Damont: damunt
- Descurt, -a: despullat, -ada
- Desfargat: amb la camisa fora del pantaló
- Destacar: deslligar, deixar anar
- Deu hores (les): menjar o refrigeri entre l'esmorzar i el dinar
- Devontes: llavors, aleshores

## E
- Eixarravar: rentar superficialment
- Eixir/ixir: sortir
- Eixorrobit: eixerit
- Emburna: albúrnia
- Encamada: gambada, camada, passa llarga
- Engarrapellar-se: enfilar-se
- Enjovar: posar el jou a un parell de vaques, posar el collar i el jou a un parell d'animals
- Enquitiar: molestar
- Entrepussar: encepegar, entrebancar-se caminant
- Esbalç: estimball
- Escampa: escombra
- Escarbonar: escarbotar els troncs i el carbó que hi ha en un foc per revifar-lo
- Escarabat, -ada: que va ranc, que s'ha fet mal a la cama
- Escarramar: eixarrancar
- Escolrit,-ida
- Escotofit
- Escunçar: coincidir
- Escurar: rentar plats
- Esfarnegar
- Esmolet: persona molt eixerida i llesta
- Espassar-se (el temps): passar, cessar, el temps atmosfèric
- Espatdaller: precipici
- Espenallac: camamilla borda
- Espergi: esquitx
- Esporret
- Espurlent: llampant, viu, brillant
- Estacar: lligar, fermar
- Estacader: estacador, cadena per estacar-fermar-les bèsties a la menjadora
- Estoledor: resclosa
- Estropat: endreçat, polit, ben adobat
- Esvinçat: herniat

## F
- Faïna, fagina, fetgina: mostela, marta
- Fargar-se: posar-se la camisa per dins
- Farrat/ferrat: galleda v. Ferrada
- Fato, -ta: beneit, -a
- Fener: petit brollador d'aigua
- Ferrada: galleda
- Fonada: plana
- Fraga: maduixa o fraula bosquetana
- Freixera: freixe
- Fuït: fugit
- Fullat: fer fullats: tallar branques de freixe, que es conserven en bones condicions i són nutritives per a certs animals com vaques, conills... fins i tot alguns mesos després d'haver tallat l'arbre
- Furro: esquerp, salvatge
- Fust

## G
- Galapat: galàpet, gripau
- Galeiar: celebrar una festa amb molt de soroll, salves d'escopeteria
- Garganyot: nou del coll
- Garrota: pastanaga
- Gelamiques: fredolic
- Gisca: aire molt fred
- Goiat, -a: noi, minyó, xicot
- Gormand, -a: persona a qui li agraden les llaminadures
- Graire: gralla. instrument
- Granussa: neu que cau amb flocs rodons
- Greuler: boix grèvol
- Grill: fil d'aigua que s'esmuny
- Grius, esgrius, grífia, grífios de fred: esgarrifances de fred

## J
- Jaïlla: jeia. Tenir mala jaïlla
- Jonquillo: 'jacint' és un gal·licisme que ha reemplaçat aquest castellanisme estès abans a tot Catalunya

## L
- Lego: castellanisme per aviat, d'hora
- Leleiar: desvariejar
- Llémets, llémens: llémena
- Llera: galleda per a munyir
- Lleu: prompte/aviat; de pressa o en poc temps
- Llosat: teulat de lloses
- Llossa: cullerot, cullera grossa per a servir
- Lluent: llangardaix

## M
- Mai tant: no n'hi ha per tant
- Maití: matí
- Maitinar: matinar
- Manxiula
- Mascara: taca a la roba o la pell, amb carbó o estalzí
- Matafaluga: anís
- Medrar: créixer
- Milloc: blat de moro, blat dindi
- Moixarró: moixernó
- Molla: adv. gens, gota
- Molletes: a íd.
- Monter: munt
- Moscosa: llenega
- Mosso: braç giratori acabat en anella per anar al foc
- Murga: múrgola
- Muricec: ratpenat, ratapinyada, ratapenera

## N
- Nyaupir: lladrar
- Nyaupit: lladruc
- Nyau-nyau: fer el

## O
- Orc: esquerp; estrany; lleig, dolent, repulsiu; beneitot, orni. "Fer l'orc" fer el beneit, fer coses irracionals
- Ossa: os bru

## P
- Palpanear
- Pana-rat: ratpenat, ratapinyada, ratapenera
- Paniquella: mostela
- Pantigana: llagost gros i verd
- Penal: precipici
- Pentipella: mallerenga
- Perna: cuixa del ruc i, per extensió, d'un quadrúpede
- Pernada: natjada o clatellada amb la mà o amb una espardenya
- Pimentó: pebrot
- Pletiu: plana on pastura el bestiar
- Popa: pit, sina
- Popar: mamar
- Posella: relleix, prestatge, i esp. cavitat en una paret per a posar-hi utensilis
- Préssic: préssec
- Pior: pitjor
- Pota de perdiu: cama de perdiu
- Pota de rata: peu de rata
- Potxó: petó, bes
- Pui: puig

## R
- Rapat: grapat
- Recossirar: recercar, procurar insistentment trobar algú o quelcom
- Redó, -ona: rodó,-ona
- Rellasca: corriol de pedres menudes
- Remeiera
- Retjo: fort; rígid
- Rogle: rotllana
- Roi, -ora: roig,-oja
- Roïgó: tros de pa sec, rosegó
- Ruella: rosella, roella

## S
- Sarnalla: sargantana
- Sarramball: terrabastall, tabustoll
- Saltigó, saltiretxo: saltamartí
- Segall: cabrit d'entre sis i dotze mesos
- Singratalla: sargantana
- Siroll: soroll
- Sirro: llana bruta tal com surt de l'ovella tot just havent-la xollada
- Supo-supo (fer): sortir al pas, seguir de prop

## T
- Talarany: teranyina, tela aranyina
- Taleia: atalaia
- Taleiar-se: adonar-se
- Tamarro: animal imaginari que ix a la nit
- Tarter / tartera: munt, gran nombre d'alguna cosa
- Tintimpeira: mallerenga
- Tremolina: vent arremolinat; esgarrifança?
- Trepussar: encepegar, entrebancar-se caminant
- Tribulossi: daltabaix; tripulació o soroll causats per l'excés de gent, de moviment, etc
- Trincola: campaneta, esquelleta semblant a les que duen els muls i les cabres
- Truitada: truita d'ous

## V
- Videllet
- Vola: papallona
- Volandreta: oreneta
- Voliac: ratpenat, ratapinyada, ratapenera
- Voliaina: papallona, esp. petita; aixalda, guspira que s'enlaira xemeneia amunt
- Voliana: papallona

## X
- Xauar: ximar, xumar. beure molt de vi
- Xolís: embotit fet amb la millor carn del porc
- Xinar: estirar els cabells
- Xiulit: xiulet, el so
- Xurrac: xerrac
- Xurracar: fer servir el xurrac